# SERC Brasil
SERC Brasil, beter bekend als Brasil de Farroupilha is een Braziliaanse voetbalclub uit Farroupilha in de staat Rio Grande do Sul. 

## Geschiedenis
De club werd opgericht in 1939. In 1986 speelde de club voor het eerst in de tweede hoogste klasse van het Campeonato Gaúcho. In 1992 promoveerde de club en speelde dan zeven jaar in de hoogste klasse. Sinds 2004 speelt de club in de tweede klasse. 

## Bekende ex-spelers
- Wellington Cirino Priori